# Dysaphis sorbi
Dysaphis sorbi är en insektsart som först beskrevs av Johann Heinrich Kaltenbach 1843.  Dysaphis sorbi ingår i släktet Dysaphis och familjen långrörsbladlöss. Arten är reproducerande i Sverige. Inga underarter finns listade i Catalogue of Life.